# ポケットモンスター ブラック・ホワイト
『ポケットモンスター ブラック・ホワイト』は、2010年9月18日に株式会社ポケモンより発売されたニンテンドーDS用ロールプレイングゲーム。アメリカでは2011年3月6日、ヨーロッパでは2011年3月4日に発売。

## 概要
過去の作品と同様に登場するポケモンの種類や出現率、ポケモン図鑑の説明文などに多少の違いがある。パッケージを飾るポケモンは『ブラック』がレシラム、『ホワイト』がゼクロム。
ゲームフリーク取締役開発部長であり、本作のディレクター増田順一は「このゲームによって、『ポケットモンスター』は革新的に生まれ変わる」と語っている。今作では特に、シリーズ第1作『赤・緑』をかつてプレイした世代を含む高めの年齢層に訴求した設定・演出に重点を置いており、テキストの漢字表記導入（日本語版のみ）の他、公式イラスト等での主人公をはじめ登場人物は頭身が伸びたデザインとなり、ややシリアス寄りのストーリー展開を盛り込んでいる。増田は「どうしても中学生から、高校、大学へと上がっていくと、ポケモンを“卒業”してしまうケースも少なくなくて、それがすごく悔しかったんです。そこで『もし自分だったら、どうすればずっと遊び続けるのか？』ということをじっくり考えてみたんです」と語っている。また本作は『ダイヤモンド・パール』に続く、シリーズ初の同一ゲーム機（DS）での2作目の完全新作となる。
制作スタッフはテーマとして「多様性」というメッセージを本作品に込めており、今回のジムリーダーを初め作中で様々な人種が登場するほか、序盤に選択するポケモンの最終形態がそれぞれ和・洋・中の3つの文化を象徴した意匠を持つ。
新たに156種類のポケモンが加わり合計649種類となったが、エンディングを迎えるまでは、No.495 - 644のポケモンのみ登場する。イッシュ図鑑（後述）に含まれないポケモンはエンディング後に一部が出現する。その他のポケモンを入手するには『ダイヤモンド・パール・プラチナ・ハートゴールド・ソウルシルバー』から「ポケシフター」で連れて来るか、ポケモングローバルリンクを利用する必要がある。ただしエンディング前でも通信交換やポケモングローバルリンクを利用すれば、イッシュ図鑑に含まれないポケモンを入手できる。
なお、バージョン限定ポケモンと幻のポケモン以外に、本作は劇場版関連イベントでしか直接入手できない通常ポケモンとしてゾロア、ゾロアークが存在する。

## ストーリー
イッシュ地方のカノコタウンに住む主人公と幼なじみのチェレン、ベルは、ポケモンの研究をしているアララギ博士から初めてのポケモンをプレゼントされ、彼女からポケモン図鑑を完成させるために旅に出てほしいと頼まれる。彼ら三人はその頼みを引き受け、ポケモントレーナーとしてイッシュ地方を巡る旅に出る。旅の途中、人々に「人間からポケモンを解放すべき」と説く謎の組織「プラズマ団」との衝突、独自の価値観からポケモン解放を目指す謎の人物「N（エヌ）」との出会いを経て、彼らと「ポケモンと人間のあり方」を巡り、壮大な戦いを繰り広げてゆく事となる。
時間軸は、ロケット団やギンガ団が壊滅した後ということ、作中の登場人物のセリフやゲスト出演のキャラクターから『金・銀』（および『ハートゴールド・ソウルシルバー』）『ダイヤモンド・パール・プラチナ』の後であることが分かる。また、『ダイヤモンド・パール・プラチナ』のストーリーは『プラチナ』の展開で進んだことになっている。

## ゲームシステム

### 戦闘システム
今までは固定されていた画面が常にカメラワークで動くようになり、立体感あるバトルが展開されるようになった。また戦闘中のアクションが追加された一方で、登場時の独特なリアクションは廃止されている。さらに戦闘中に発動した特性のタイミングが分かりやすくなり下画面で天候の状態を確認できるようになったほか、自分のポケモンの残りHPのゲージが赤になると警告音が鳴るだけでなく、BGMも変化するようになった。これは野生、トレーナー、ジム戦など例外なく、同じBGMである。
また、ジムリーダー戦では相手のポケモンが残り一体になるとBGMが変化するという演出も追加されている。
経験値に関しては倒した相手ポケモンのレベルに比例していた従来とは異なり、自分と相手のレベル差に比例して経験値が増減するようになった。
戦闘時にポケモンがモンスターボールから出て地面に着地する際そのポケモンの重さによって地面の揺れ方や音が違ってくる。重さが50kg未満の場合は静かに着地、50kg - 150kgの場合、小さく音を立てて地面を揺らして着地、150kg以上は大きく音を立てて地面を揺らして着地し砂埃が舞う。空を飛んでいたり浮遊していたりするポケモンは着地せず、水棲生物系のポケモンも浮かんで着地しない。また、ディグダ・ダグトリオの2種類は最初から地面に着地した状態で登場する。
トリプルバトル
3vs3で戦う新ルール。真ん中のポケモンはどの位置からでも相手に攻撃できるが、右端のポケモンは左端、またその逆の相手に攻撃できない。ただし、一部のタイプや技などによっては立ち位置に関係なくどの位置からでも相手に攻撃できる。コマンドの「ムーブ」で立ち位置を変えることができる。
『ホワイト』ではストーリー中に特定のトレーナーとの対戦で行うことができるが、『ブラック』ではエンディング後のみ行える （通信対戦を除く） 。
ローテーションバトル
トリプルバトルのように3体のポケモンを同時に出し、行動するポケモンを1匹選んで戦うルール。基本的にシングルバトルと同じだが、毎回異なる位置でローテーションのように位置を切り替えて行動するポケモンを選べる。
特色としては、技だけでなく特性も前に出ているポケモンしか発動しない点・ローテーションはターン消化には含まれず、切り替えたポケモンで即座に技を使える点・ローテーションしただけではかかっている追加効果等が失われない点等がある。
トリプルバトルとは逆で『ブラック』ではストーリー中から挑戦することができるが、『ホワイト』ではエンディング後のみ行える。
コンビネーション技
ダブルバトルで特定の技を組み合わせることで合体して強力な技を繰り出すことができる。

### 通信
赤外線通信に対応し、ポケモンセンターに行かなくても通信が可能になった。手持ち・ボックスを問わず交換が行える。従来通りポケモンセンターにある「ユニオンルーム」での通信も可能。
『ポケモンバトルレボリューション』・『みんなのポケモン牧場』（プラチナ対応版を含む）・『ポケモンレンジャー』シリーズおよび『ハートゴールド・ソウルシルバー』に付属していた「ポケウォーカー」には非対応。
Cギア
DSワイヤレス通信で友達同士とふれあいが出来る「Cギア」を搭載。すれちがい通信を利用して会話をしたりプレイしている様子を見たりする他、相手がバトル中にピンチになった時に手助けが出来るアイテムを渡すことが出来る。
ミラクルシューター
通信対戦のみの新ルール。ミラクルシューターを「あり」にするとバトル中に貯めたポイントに応じて道具を使うことが出来るようになった。
ランダムマッチ
従来は友達同士のみだったWi-Fi対戦に、見知らぬプレーヤーと対戦できるモードが追加された。ターンの時間制限などの独自のルールが導入されている。
勝敗数のみが表示される「フリーバトル」とPGL経由でレーティングやランキングが計算される「レーティングバトル」の2種類がある。いずれもルールは同じ。ただし、「レーティングバトル」はPGLの終了に伴いプレイできなくなる。
バトル大会
ランダムマッチとは異なった独自のルール・レートを用いた通信対戦の大会。ワイヤレス通信を用いた「ライブ大会」とWi-Fi通信を用いた「Wi-Fi大会」がある。
GTSネゴシエーション
従来のGTSとは違う新しい通信交換のGTS。交換条件に合う相手を検索して、3匹出し合って交換したいポケモンを1匹出して交換する。なお従来のGTSも収録されているが、前作との互換性はなくなっている。
ハイリンク
このモードではワイヤレス通信でほかのプレーヤーの世界に行ける。「デルダマ」を消費することにより、お互いの世界に有益な効果が起こる。このモードに限り、無口であった主人公が喋るようになっている。
ライブキャスター
ニンテンドーDSi以降のカメラを登載した本体のみの機能として、テレビ電話と同じようにカメラを使って顔を映しながら会話が可能。DSワイヤレス通信では最大4人まで、Wi-Fi通信のフレンド同士のみ2人まで会話ができる。ペアレンタルコントロールをかけることでカメラ機能を使わず、従来のボイスチャットのように音声のみ通信も可能。カメラ非登載であるDS・DS Lite本体では音声のみ通信となる。
ポケシフター
エンディング後に利用できる施設で、過去のDS版『ダイヤモンド・パール・プラチナ』『ハートゴールド・ソウルシルバー』から、DSダウンロードプレイを利用してポケモンを連れて来ることができる。
通信にはDS本体が2台必要で、一度に送れるのは6匹ずつ。秘伝技を覚えているポケモンは転送できず、一度連れてくると元のソフトには戻せない。ポケモンに持たせていた道具も全て元のソフトのバッグに戻されるため、道具ごと転送することはできない。また、「ギザみみピチュー」も転送できない。
ちなみに、従来のGBA版との連携機能はなくなり、ダブルスロットやパルパークは廃止となった。ただしGBA版で入手したポケモンとの互換性は維持されており、『ブラック・ホワイト』以外のいずれかのDS版のパルパークを経由してポケシフターを利用することで、本作に連れてくることができる。

### ポケモングローバルリンク
ポケモングローバルリンク (PGL) は、『ブラック・ホワイト』とウェブサイトを連動させて遊ぶ新システム。Wi-Fi通信を用いてレポートをサーバーにアップロードし、パソコンからウェブブラウザを用いてサーバーにアクセスすることによりブラウザゲームの要領でプレイする。『ブラック・ホワイト』を購入していなくても「体験版」として一部のコンテンツに参加することができる。体験版も含め、参加には「ポケモンだいすきクラブ」への会員登録（無料）が必要である。
2013年7月1日にXY版PGLが発表。同時にBW版PGLが同年10月のメンテナンスを皮切りに順次サービスが停止することが発表され、2014年1月14日にサービスは完全終了した。サービス終了後は眠らせたポケモンを起こすことのみが可能となっていた。同年5月DS向けのWi-Fiサービス終了に伴い起こす事も出来なくなった。また、BW版PGLをプレイしていたユーザーはXY版PGLでポケマイルや特別なメダルが付与される。
- サーバーにアップロードされたレポートをもとに、様々な集計結果を見ることができる。
- ポケモンバトルユニオン (PBU) - Wi-Fi対戦の「ランダムマッチ」における、ランキングやレーティングを見ることができる。また、Wi-Fi大会のエントリーもここから行う。
- あんしんメール - ともだちコードを交換した友人やゆめともに対してメッセージを送信することができる。
- カスタマイズ - Cギアやポケモン図鑑の背景（スキン）をダウンロードしたり変更できる。
- ポケモンドリームワールド (PDW)  - PGL内のコンテンツのひとつ。「眠っているポケモンの夢の中に入って遊ぶ」という設定である。20時間ごとに1時間までプレイ可能[註 10]。
  - ブラック・ホワイトゲーム内の「ゲームシンク」によって、ポケモンを眠らせる・起こすことが出来る。
  - ゆめポイント - PDW内できのみに水を上げる、ミニゲームを行うなどで増加するポイント。ポイントに応じてゆめしまの出現ポケモンが増えるなどの特典がある。
  - ゆめとも - PDWで出会った人と友達になる機能。
  - ホーム - 自分の家のある島のこと。家は改装や模様替えなどが可能。
  - はたけ - きのみを植えて育てることが可能。『ブラック・ホワイト』のゲーム内ではきのみを育てることはできないため、本作では唯一のきのみを増やす手段となっている。
  - おすそわけ - 各ホームにある棚で、他のユーザーと道具を交換できる。
  - ゆめしま - たくさんのポケモンが暮らしている不思議な島で、「ちいさな森」など様々な地域で構成されている（下記を参照）。生息しているポケモンのほとんどは隠し特性や『ブラック・ホワイト』では習得できない技を覚えており、ミニゲームで遊びゆめしまで仲間になれる。仲間になったポケモンはゲーム内のハイリンクの森に転送される。
    - ちいさな森 - 様々なタイプのポケモンが生息している
    - ひらけた空 - 主にひこうタイプのポケモンが生息している。
    - かがやく海 - 主にみずタイプのポケモンが生息している。
    - 古びた洋館 - 主にゴーストタイプ、エスパータイプ、あくタイプのポケモンが生息している。
    - ごつごつ山 - 主にいわタイプ、はがねタイプ、じめんタイプ、かくとうタイプのポケモンが生息している。
    - ひんやり穴 - 主にこおりタイプのポケモンが生息している。
    - ゆめパーク - 主にノーマルタイプのポケモンが生息している。
    - ポケモンカフェの森 - 2011年5月25日～8月30日の期間限定で設置されたエリア。当時ポケモンセンターで販売されたポケモンカフェグッズシリーズとのコラボレーション[7]
- 略歴
  - 2010年6月 - コロコロコミック7月号でPGLの概要が発表される。
  - 2010年9月18日 - 『ブラック・ホワイト』の発売日にあわせオープン。
  - 2010年9月19日 - アクセス集中による障害によりサービス停止。
  - 2010年10月4日 - PGLのサービスが再開。
  - 2010年10月13日 - PDWのサービスが制限付き（PDWは24時間ごとに1時間まで）で再開[8]。
  - 2011年3月18日 ～ 4月13日 - 海外での発売に伴うリニューアルのためサービス停止[9]。当初は3月30日にサービス再開と発表されていたが東日本大震災の影響で4月13日となった。
  - 2012年6月23日 - 『ブラック2・ホワイト2』発売に伴いリニューアル[10]。
  - 2013年7月1日 - X・Y版PGLが発表。併せて『ブラック・ホワイト』版のPGLがサービス停止されることが発表。
  - 2013年10月1日 ～ 10月11日 - 『XY』の発売に伴う長期メンテナンス。新規のユーザー登録や体験版が廃止された。
  - 2013年12月10日 - メンテナンスでポケモンを眠らせることができなくなる。
  - 2014年1月14日 - 16時にメンテナンスが開始され、サービス終了。以後は眠っているポケモンを起こすことのみ可能となった。
  - 2014年5月20日 - DSのWi-Fiサービス終了に伴い、眠っているポケモンを起こすことが出来なくなった。

### その他
- 季節の概念が取り入れられ、DS本体の時計で1ヶ月ごとに四季が変化し季節によって散策できるエリアが変わったり特定のポケモンが出現したりする。季節の変化は以下の通りである。

| 季節 | 月             |
| ---- | -------------- |
| 春   | 1月・5月・9月  |
| 夏   | 2月・6月・10月 |
| 秋   | 3月・7月・11月 |
| 冬   | 4月・8月・12月 |
- フィールドには通常とは異なる色の濃い草むらが存在し、この草むらでは野生のポケモンが2匹同時に出現することがある。なお『ダイヤモンド・パール・プラチナ』と同様に相手側にポケモンが2匹いるときはモンスターボールを投げることができない。
- 通常の草むらで時に現れる揺れる草むらには希少なポケモンやレベルの高いポケモンが潜んでおり、これ以外に出現の機会がないものもいる（タブンネなど）。このような特殊なエンカウントには他にも水面に映るポケモンの影・橋に映るポケモンの影・洞窟内の砂煙などがあり、水面の影は波乗りで乗った時と釣竿を垂らしたときでエンカウントするポケモンが変わる。後者2つではポケモン以外に道具が手に入ることもある（羽や石、ジュエルなど）。
- 従来のポケモンコンテストに変わる要素としてポケモンミュージカルがある。コンテストと同じようにコーディネートでドレスアップして、ダンスの演技で評価をしながら楽しむ。競技要素は廃され、単純な娯楽となっている。
- 前作のバトルタワーに相当するものとして新たに「バトルサブウェイ」が登場した。地下鉄に乗り、車両の中でバトルをする。各種バトルの内容はバトルタワーと同様である。
  - エンディング前はイッシュ図鑑に登録される新ポケモンのみの電車しか乗れないが、エンディング後は対戦形式の異なるトレインのサブウェイマスターにそれぞれ勝ってクリアすると、本作新登場のポケモン以外も登場するスーパートレインに乗ることができる。
- フレンドリィショップはポケモンセンター内に併設されるようになった。
- パソコンの預かりシステムは『ハートゴールド・ソウルシルバー』の要素を引き継いだタッチペン対応であり、改善点としてポケモンをつかんだままボックスを移動し移動先のボックス内の好きな場所に配置できるようになった。
  - 新機能として「バトルボックス」を追加。バトルボックスに対戦で使用したいポケモンを6匹入れるだけで、ランダムマッチや通信対戦などで手持ちとバトルボックスのどちらか選択可能になる。バトルボックスは通常のボックスと同様に保存する役割もあり、バトルボックスに6匹分保管することが可能。このバトルボックスに入れたポケモンは通常のボックスに戻さない限り手持ちに入れたり、持たせた道具を変更したりできないので注意。
- トレーナーの肩書きに現実の職業を反映したものが追加されており、その種類は保育士やドクターなど多岐に渡る。
- 主人公名やポケモンのニックネーム等に禁止ワード[註 11]が設定された。ただし、前作で禁止ワードを付けたポケモンをポケシフターで送ることは可能。
- ポケモンに付けられる「きねんリボン」はストーリー中では入手できない[註 12]。ただし「ポケシフター」等で過去作から転送してきたポケモンやイベント・配信で入手したポケモンにあらかじめ付けられていたリボンが失われることはなく、ポケモンのステータス画面でいつでも確認できる。
- 「わざマシン」は今作から使用回数に制限がなくなり所持数も1個のみとなった。そのため、ポケモンに持たせて交換したり売ったりすることができなくなっている。
  - また、ひでんマシンで覚えたひでんわざをジムバッジによらずフィールドで使えるようになったため、「いあいぎり」以外はエンディングまでのストーリー中で必須となることはない。技忘れオヤジを利用しなければ忘れさせられないという点以外では「あなをほる」などのフィールドで効果を発揮する技と同様である。
  - ポケモンを逃がす際の秘伝技による制限[註 13]も無くなっている。
- ゲームコーナーが廃止された。

#### 文字関連
- ゲーム中のテキストに漢字表記（日本語版のみ。韓国語版の漢字表記未対応）を選べるようになった。これはポケットモンスター赤・緑世代の人たちにもう一度遊んでもらえるようにとされている。従来通りひらがな・カタカナに切り替えることも可能で、漢字とひらがなの表記によって同じ内容の会話でも文章が変化することがある。
  - ただし技・道具の名前など設定にかかわらず漢字にはならないものもあり、年少者のセリフは漢字設定でも全てひらがな表記となる。
  - 逆に仮名モードでも、従来シリーズで漢字だった文字とロード時の季節表示は漢字表記である。
  - 漢字モードにすると、一部のひらがな表記（Cギアやスタッフロール）は漢字ではなく英語表記になる。
- これまでの作品ではハングル文字には韓国版しか対応していなかった[註 14]が、日本版においても対応するようになった。ポケモン図鑑でもハングル文字の説明を読むことができる。

## 地理

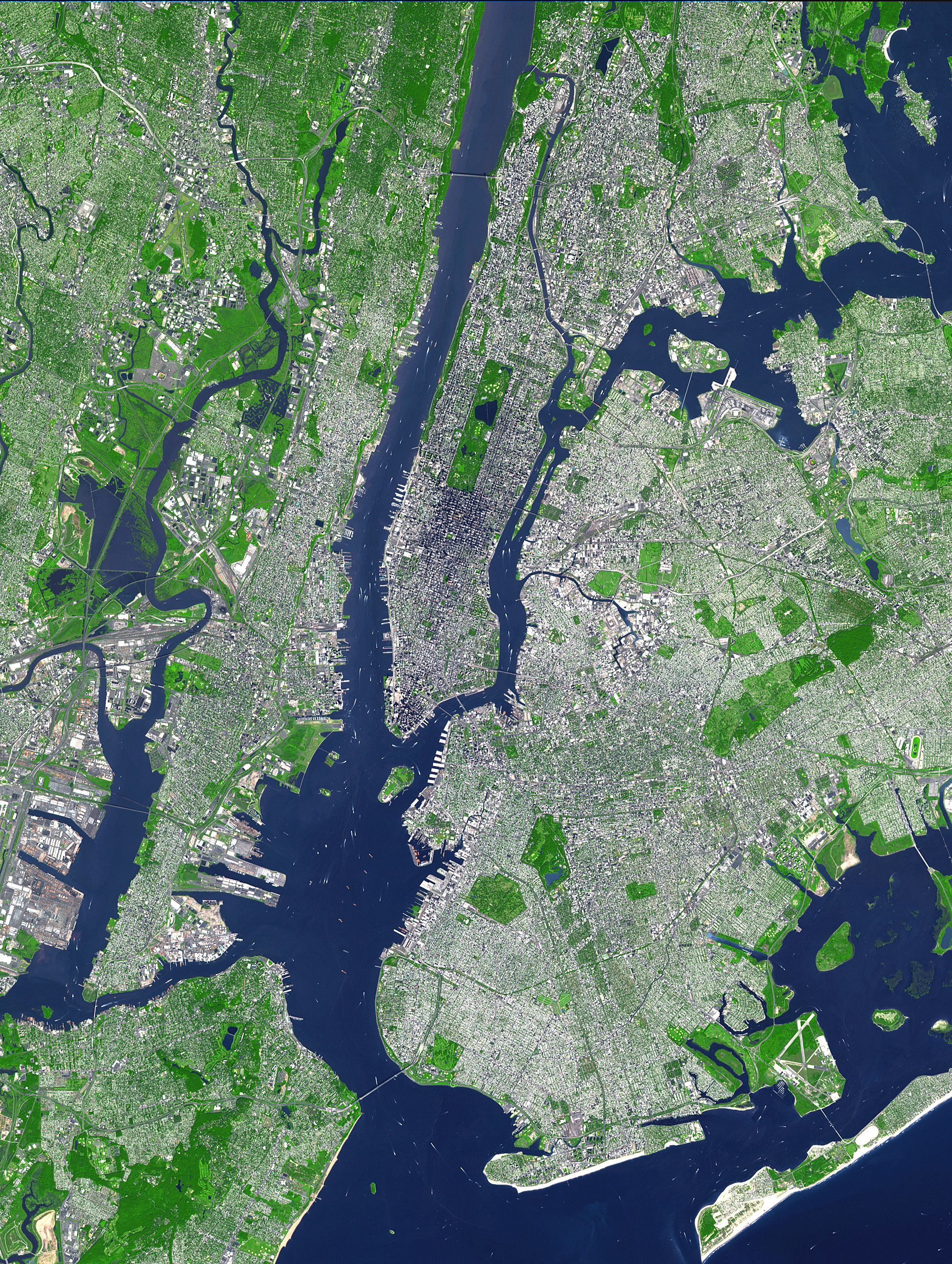
イッシュ地方のモデルであるニューヨークの航空写真。今回のイッシュ地方のベースはニューヨーク市とその周辺である。

本作の舞台はイッシュ地方と呼ばれる。従来のカントー地方やジョウト地方から遠く離れた場所にあり、セッカシティの元ロケット団員とその息子によると、カントーやジョウトは外国であるとのこと。豊かな緑に囲まれた中にも近代的な大都会があるなど自然と人とが共存する地方。
イッシュ地方のモチーフはニューヨークを中心としたアメリカ合衆国ニューヨーク州南部で、マンハッタンを思わせる大都市が中央に据えられ、その周囲に自然や町が六角形型に配置されている。各所に橋があり（全部で5つ）、どの橋もそれぞれに細かな設定を持っているのが、これ以前の作品の舞台と異なる点の一つに挙げられる。また各橋にはイベントを除き、ポケモンバトルを挑んでくるトレーナーが一切存在しない特徴もある。
またジムについては、ジム戦専用施設の概念だけではなく、レストランや図書館・博物館などの別の目的の施設と一体化しているジムもあることも、今までの地方のジムと異なる。ジムリーダーは他の職業と兼任している場合が多い。
なお通貨の単位は、この世界でいう外国と同じ「円」であり、同じアメリカを舞台とし「ポケドル」が通貨となっているポケモンコロシアム・ポケモンXDのオーレ地方とは異なっている。
名前の由来は「多種多様なポケモンや人種が集まって“一種”に見える」ことからで、ニューヨークの多人種・多文化社会のイメージが反映されている。漢字表記と平仮名表記が併存する今作の特徴ゆえに、地名にも漢字表記と平仮名表記の2種類が存在する。
全言語版で冒険の舞台となる地方の名前が異なるのは、ゲーム本編では初めてである。
また、「スカーレット・バイオレット ゼロの秘宝 藍の円盤」の舞台となるブルーベリー学園もこの地方の海上にある。
| 言語       | 名称                     |          |              |
| ---------- | ------------------------ | -------- | ------------ |
| 英語       | Unova                    |          |              |
| フランス語 | Unys                     |          |              |
| ドイツ語   | Einall                   |          |              |
| イタリア語 | Unima                    |          |              |
| スペイン語 | Teselia                  |          |              |
|            |                          | 拼音     | 注音         |
| 中国語     | 簡体字:合众・繁体字:合眾 | hézhòng  | ㄏㄜˊㄓㄨㄥˋ |
|            | ハングル                 | 2000年式 | MR式         |
| 韓国語     | 하나                     | Hana     | Hana         |

### 都市・町
今作の町の名前は、ブラックシティとホワイトフォレスト以外はそのほとんどが模様・文様の名前からつけられている。詳細は以下を参照。
カノコタウン
主人公と幼なじみの家がある、『ブラック・ホワイト』の「はじまりの町」。アララギ博士の研究所もある。町の南側は海に面している。名前の由来は鹿子模様。
カラクサタウン
カノコタウンの次に主人公が訪れる町。ツタが生い茂るとともに、地形は起伏に富んでおり、高台からは2番道路を見渡せる。特定の住民に話しかけるとBGMにピアノとドラムのパートが追加される。名前の由来は唐草模様。
サンヨウシティ
美しい庭園がある町。アララギ博士の友人である、発明家のマコモが住んでいる。トレーナズスクールがある。町はずれに夢の跡地がある。
サンヨウジム
ジムリーダーが3人存在し、相手のポケモンの弱点によって誰が戦うかを決めているため、主人公が最初に選んだポケモンによって対戦相手が変わる。ミジュマルを選んだ場合くさタイプ使いのデント、ポカブを選んだ場合みずタイプ使いのコーン、ツタージャを選んだ場合ほのおタイプ使いのポッド。
ジム内部はレストランにもなっており、ジムのトレーナーもウエイターとウエイトレス。進路を遮るカーテンと床に設置された3つのスイッチにはそれぞれくさ・みず・ほのおのいずれかのタイプのマークが描かれており、カーテンに描かれたタイプの弱点となるタイプのスイッチを踏むことで先に進める。
シッポウシティ
古い倉庫や機関車の線路跡など、昔の町並みを残す町。博物館があり、考古学が発達している。名前の由来は七宝文様（円形をずらしながら交差させ、網状に連ねた文様。別名七宝繋ぎ）。カフェのテラスにいる男に近づくとBGMにアコーディオンのパートが追加される。
シッポウジム
ジムリーダーはノーマルタイプ使いのアロエ。
ジムが博物館と併設されており、博物館の奥の扉から先に進むとジムになっている。ジムの内部は図書館のようになっており、本棚の本に隠されたメモを見つけ、そこに書かれた問題を解いて次のメモを見つけることで先に進める仕組みになっている。博物館では見つけたポケモンの化石を持ってくれば、復元してもらえる。
ヒウンシティ
イッシュ地方の中心都市。多数の高層ビルがそびえ立つ大都会であり、公式で最初に公開された町である。冬以外の季節で毎週火曜日には売り切れるほど人気のヒウンアイスを1個だけ買うことができる。ゲームフリークのビルがあり、そこでエンディング後のみ、1日に1回だけゲームフリークのディレクターの森本茂樹をモデルにしたモリモトと対戦できる。この時のメンバーはレパルダス・ココロモリ・ゼブライカ・ヤナッキー・バオッキー・ヒヤッキー。港があり、ここの船着き場からリバティガーデン島、ユナイテッドタワーに行ける。名前の由来は飛雲文（その名の通り雲を表した模様）。高層ビルはマンハッタンのものからイメージされている。
ヒウンジム
ジムリーダーはむしタイプ使いのアーティ。
ジム内部は蜂の巣状の構造になっており、蜜のような素材でできた壁は突き抜けることが可能。床に設置されたスイッチを2ヶ所踏むと進路を塞ぐ鉄柵が下り、先に進むことができる。

ライモンシティ
イッシュ地方有数の娯楽都市。遊園地やポケモンミュージカル会場があるほか、スタジアムやバトルサブウェイのギアステーション、バトル検定などポケモンバトルを行う施設が充実しており、「ポケモン勝負のメッカ」とも呼ばれる。
ライモンジム
ジムリーダーはでんきタイプ使いのカミツレ。
ジムは遊園地の敷地内にあり、多数のコースターが設置されている。コースターに乗って途中の切り替えポイントで下り、進路を切り替えながら先に進む仕組みになっている。

ホドモエシティ
イッシュ地方の海の玄関とも言われる港町。マーケットがある。近くにはホドモエの跳ね橋がある。
ホドモエジム
ジムリーダーはじめんタイプ使いのヤーコン。
ジム内には多数のリフトと足場が設置されており、リフトで上ったり下りたりを繰り返しながら最下層にいるジムリーダーを目指していく。
このジムはヤーコンの経営する会社の社屋でもあり、出入り口には受付嬢がおり、トレーナーは皆ヤーコンの会社の社員および作業員である。

フキヨセシティ
山のふもとにある、農業が盛んな町。『ブラック』では効率を重視したビニールハウスが、『ホワイト』では天候を利用した自然農法がおこなわれている。農作物を近くの空港からカントー地方やジョウト地方などの全国に出荷している。
フキヨセジム
ジムリーダーはひこうタイプ使いのフウロ。
ジム内に設置された大砲で人間大砲のように宙を飛び、先に進む仕組みになっている。

セッカシティ
降雨・降雪が多く湿潤な環境で、冬は一面銀世界の寒い町。すぐ近くには古代に建てられたリュウラセンの塔が聳え立っている。
セッカジム
ジムリーダーはこおりタイプ使いのハチク。
ジム内部は床が凍っており、途中の足場に設置されたスイッチを踏んでストッパーの向きを変えながら進む。

ソウリュウシティ
ポケモンリーグ直下の都市。『ブラック』では近代的な街並みが、『ホワイト』では歴史を重んじた街並みが見られる。BGMも『ブラック』では機械的な曲調（追加パートはショルダーキーボード）、『ホワイト』では寂しげな曲調（追加パートは二胡）のアレンジとなっている。追加パートはどちらも、ポケモンセンター近くの人に近づくことで聞くことができる。
ソウリュウジム
ジムリーダーはドラゴンタイプ使いのシャガ（ブラック）、またはアイリス（ホワイト）。
ジム内部の足場は龍の形になっている。龍の背中を進み、途中の足場から飛び降りて龍の腕に当たる部分のスイッチを押すことで、龍の首の向きが変わり先に進むことができる仕組みになっている。
カゴメタウン
昔からある町で、古来の風習が色濃く受け継がれている。郊外の森には、近づけば災いが降りかかると言われる巨大洞窟、ジャイアントホールがある。このジャイアントホールにいるという怪物の伝承により、夜になると住人はみな屋内に入ってしまう。
サザナミタウン
輝くような海が人気の、評判高い避暑地で、富豪の住居や別荘もある。夏にはたくさんの人がバカンスに訪れる。季節が春・夏の時に四天王カトレアの別荘にシンオウ地方のチャンピオン・シロナが訪れており、初回のみ季節を問わず、2回目以降は春のみ、1日1回だけ対戦できる。夏だけBGMが変わる。
ブラックシティ
『ブラック』で登場。黒が基調の都市で、治安が悪い。「金があれば何でも手に入る」と住民が発言する。トレーナーと一人につき一日一度勝負できる。ショップで珍しいアイテムを買うことができるが、他の町の物価水準に比べ破格と言えるほどの高値。
ホワイトフォレスト
『ホワイト』で登場。森の中に住民が住む。ブラックシティと異なり、街というよりは整備された森林というイメージがある。ただし公式的には街扱いになっていることがパッケージ内の『ブラック・ホワイト』のチラシで確認できる。空気はきれいだと住民が自慢する。他の地方のポケモンも生息している。
カナワタウン
イッシュ地方の北西に位置する車両基地の町。「そらをとぶ」で行くことはできず、ライモンシティから地下鉄でのみ行くことができる。鉄道好きの人が車両基地に見える車両を紹介してくれる。週末は見物客で賑わい、道具交換をしてくれる人が多い。フルートを持った人に近づくとBGMにフルートのパートが追加される。

### 道路・水道
道路番号はリセットされており、道路・水道の数は合計18本と、シリーズ中最低の数となっている。17番水道と18番道路を除いて道路と道路が隣接しておらず、ここを除けば町に入る前の途中で道路名が変更になることはない。
1番道路（1ばんどうろ）
カノコタウンとカラクサタウンを結ぶ道路。季節によって前景で花びらや落ち葉などが舞う。17番水道とも接続している。水道の渦が起きた場所で釣りをすると、ごく稀に野生のヒンバスとミロカロスが出現する。
2番道路（2ばんどうろ）
カラクサタウンとサンヨウシティを結ぶ道路。初めてトレーナーが現れる。
3番道路（3ばんどうろ）
サンヨウシティとシッポウシティを結ぶ道路。中央にある大きな湖を越えて進んでいく構造が特徴。ポケモン育て屋と幼稚園があり、園庭では園児たちが勝負を仕掛けてくる。
ここより2体の野生ポケモンが出現する濃い草むらが登場する。
4番道路（4ばんどうろ）
ヒウンシティとライモンシティを結ぶ道路。砂漠地帯になっており、常に砂嵐が吹き荒れている。「フリーウェイ」と呼ばれるバイパスが道路の上を通過している一方で、地道は砂嵐の影響で未だに工事中であり、作業員の詰め所があちこちに建っている。
出現ポケモンはメグロコ・マラカッチ・ダルマッカなど。
5番道路（5ばんどうろ）
ライモンシティとホドモエの跳ね橋を結ぶ道路。ミュージシャンやダンサーたちが路上でパフォーマンスを披露しており、ライモンシティの名物と言われている。
6番道路（6ばんどうろ）
ホドモエシティから電気石の洞穴を通ってフキヨセシティに抜ける道路。季節研究所やフキヨセの洞穴への入り口がある。蛇行する川に沿って山を登っていく作りになっており、途中で多くの一本橋を通るのが特徴的。またマップ上にはモンスターボールに擬態したタマゲタケが多数現れる。
7番道路（7ばんどうろ）
フキヨセシティからネジ山を通ってセッカシティへ抜ける道路。タワーオブヘブンがある。丈の高い草むらが多いが上には木の一本橋が架かっており、草むらを通らずにクリアすることも可能。この道路からミルホッグやゼブライカなど進化系の野生ポケモンが出現するようになる。
8番道路（8ばんどうろ）
セッカシティとシリンダーブリッジを結ぶ道路。水たまりだらけの湿原の中を進む。冬になると水溜りが凍ってしまい、動きづらくなる。季節によって外観が大きく変わるため、季節システムの紹介として発売前から予告映像に幾度となく登場していた。天気は高確率で雨（冬は霰）である。
9番道路（9ばんどうろ）
シリンダーブリッジとソウリュウシティを結ぶ道路。修行の岩屋やショップR9がある。道路が一面舗装されており、暴走族が走り回っている。主な出現ポケモンはコマタナ・ダストダスなど。
ショップR9
9番道路の中ほどにある大型の複合ショッピングセンター。他の地方におけるデパートや百貨店に相当する豊富な品揃えを持つ。話しかけるとバトルを挑むトレーナーもいる。
10番道路（10ばんどうろ）
ソウリュウシティとポケモンリーグを結ぶ道路。崖だらけの険しい山道を進む。バッフロンやモロバレルといった強力な野生ポケモン、エリートトレーナーやベテラントレーナーといった強力なトレーナーが立ちはだかる。道路の後半はバッジチェックゲートになっている。
11番道路（11ばんどうろ）
ソウリュウシティとビレッジブリッジを結ぶ道路。巨大な滝と渓流を渡って進む。バルジーナ・ウォーグル・キリキザンなど高レベルで進化するポケモンも野生で現れる。
12番道路（12ばんどうろ）
ビレッジブリッジとカゴメタウンを結ぶ道路。なだらかな丘陵地帯で、地形は起伏に富む。丘の上にはランダムで1日に数本の「小さなキノコ」が生える。出現ポケモンはミツハニーやチェリムなど、イッシュ図鑑に含まれないくさ・むしタイプのポケモンが多いが、通常なら進化しているレベルより遥かに高いレベルで出現する。
13番道路（13ばんどうろ）
カゴメタウンとサザナミタウンを結ぶ道路。海岸の断崖と海上を貫く砂浜が特徴的。奥地にはジャイアントホールへの入り口がひっそりと佇む。野生ではキャモメ・フワライドなどひこうタイプのポケモンが多数登場する。
14番道路（14ばんどうろ）
サザナミタウンとブラックシティまたはホワイトフォレストを結ぶ道路。多くの滝や川が道路を横切り、複雑な地形を形成している。普段は一面に霧が掛かっているが、ある特定の日のみ霧が晴れる。豊饒の社への入り口がある。主な出現ポケモンはオーベム・コジョンド・チルタリスなど。
15番道路（15ばんどうろ）
ブラックシティまたはホワイトフォレストとワンダーブリッジを結ぶ道路。下道と高架上の道に分かれており、高架からはポケシフター研究所に行ける。一方、下の道は岩や崖だらけの険しい地形になっており、「かいりき」で岩を押しのけながら進む。揺れる草むらでは、ごく稀に野生のバンギラスが出現する。
16番道路（16ばんどうろ）
ワンダーブリッジとライモンシティを結ぶ道路。冒険の中盤から訪れることができるものの、行き止まりになっている。出現ポケモンや道路の構造が5番道路と大いに類似。
17番水道（17ばんすいどう）
カノコタウンの西にある海で『ブラック・ホワイト』では、唯一の水道。地形の関係で急流が発生している。水流のせいで、18番道路を経由しないと行けない場所が大半である。海に浮かぶ小島の上にはP2ラボがある。
P2ラボ
17番水道にある謎の小屋。主人公が来た時点では無人であるが、プラズマ団によるゲノセクトの研究跡と見られるメモ書きや無数の機材が置かれている。

18番道路（18ばんどうろ）
17番水道の西に浮かぶ島からなる道。リゾートデザートと地続きだったと指摘する研究者がいる。

### 橋・トンネル
スカイアローブリッジ
シッポウシティ（ヤグルマの森経由）とヒウンシティを結ぶイッシュ地方最大最長の橋。
ホドモエの跳ね橋（ホドモエのはねばし）
船の運航に合わせて上下する跳開橋。別名リザードン橋と呼ばれている。
シリンダーブリッジ
橋の下を地下鉄が通りぬける鋼鉄でできた橋。週末には暴走族が集まる。
ビレッジブリッジ
イッシュ地方を開拓した人々が造ったこの地方で最も古い橋。水害を防ぐために橋の上に家を建て暮らし始めたとされている。条件を満たすとBGMにボーカルパーカッションや草笛、アコースティックギター、歌声（エコーがかかっており歌詞ははっきりとは聴こえない）の4つのパートがそれぞれ追加される。BGMを作曲した一之瀬剛によると、これらの追加パートを演奏しているのは「イッシュドリームに破れ黄昏れている4人」であるとのこと。
ワンダーブリッジ
どんな衝撃もやわらぐように最先端の技術でデザインされた橋。
マリンチューブ
サザナミタウンとセイガイハシティを結ぶ最先端海底トンネル。厚さ25センチの強化ガラスを使って陸上で造り、そのまま海底に沈めただけのシンプルな構造であるが、水圧や大型ポケモンの接触でもびくともしない耐久力がある。

### 自然・その他
夢の跡地（ゆめのあとち）
サンヨウシティの傍にある廃れた工場跡。現在では子供達の遊び場になっている。謎のエネルギーで満ち溢れているらしく、エネルギーを研究する学者たちが集まっている。むしタイプのポケモンが多く生息。
地下水脈の穴（ちかすいみゃくのあな）
3番道路にある洞窟。水場が多く、奥地に進むためには「なみのり」「かいりき」「フラッシュ」が必要。
ヤグルマの森（ヤグルマのもり）
シッポウシティから西側の海岸へ続く森。途中で道が分岐しており、片方の道は森の奥を通ってスカイアローブリッジへ抜けるが、もう片方の道は森の出口に直接繋がっている。森の奥は倒木が多く、木の内部を通過して進む。くさタイプやむしタイプのポケモンが数多く生息。『ブラック・ホワイト』では奥地にある「思索の原」で伝説のポケモン「ビリジオン」が登場する。片方は『ためしの岩』があり、かくとうタイプのポケモンを手持ちに入れて岩に話しかけることでほしのかけら（『ブラック2・ホワイト2』ではほしのすな）を1日1回入手できる。
リバティガーデン島（リバティガーデンとう）
数百年前に大富豪が買い取ったといわれており、現在では自然公園になっている。島の中心の大きな灯台が特徴。ソフト発売後一ヶ月の期間限定で配信されたリバティチケットを手に入れることでヒウンシティのリバティピアから行くことができ、幻のポケモン「ビクティニ」と出会うことができる。
リゾートデザート
ヒウンシティとライモンシティの間にある砂漠地帯。名前の通り観光名所といわれているが、実際には常に砂嵐が吹き荒れる過酷な環境なので訪れる人は多くない。砂の中には多くの道具が埋まっている。
古代の城（こだいのしろ）
リゾートデザートの中にある砂にうずもれた塔で、内部は流砂が多く進みづらい。じめんタイプやゴーストタイプのポケモンが棲息し、奥の部屋には「ウルガモス」が潜んでいる。
迷いの森（まよいのもり）
16番道路の脇にある森。構造自体は複雑ではないのに、何故か迷いやすいといわれている。2010年の映画前売り券で配布された「色違いのライコウ・エンテイ・スイクン」のいずれかを連れてくると、「ゾロアーク」に関するイベントが発生する。
冷凍コンテナ（れいとうコンテナ）
ホドモエシティの港に送られてきたコンテナを蓄えておく場所。コンテナの中は地面が凍っており、思い通りに進めない。作業員達が勝負を仕掛けてくる。
電気石の洞穴（でんきいしのほらあな）
ホドモエシティからフキヨセシティに抜ける山間部の洞窟。静電気で浮かぶ石を押しのけて進む。歩くと静電気を発する石があり、周囲を歩いているとあるポケモンの出現率が上がる。他では出現しないでんきタイプやはがねタイプのポケモンが多く棲息。
フキヨセの洞穴（フキヨセのほらあな）
電気石の洞窟の近辺にある洞窟。伝説のポケモン「コバルオン」が身を隠している。『ブラック2・ホワイト2』ではヤーコンロードと連結した。
タワーオブヘブン
7番道路にあるポケモンの魂を慰める塔で、中には墓碑がたくさんありゴーストタイプのポケモンが棲息する。最上階にある鐘を撞くとポケモンの霊が喜ぶといわれている。
ネジ山（ネジやま）
フキヨセシティからセッカシティへ続く山岳地帯。巨大な採掘場となっており、坑道の中を進む。冬になると積雪で地形が大幅に変わり、一部のエリアに入れなくなる一方でクマシュンやフリージオなどのこおりポケモンの出現率が上がる。氷に覆われた岩が有り、そこではイーブイをグレイシアに進化できる。
セッカの湿原（セッカのしつげん）
8番道路沿いにある湿原。水たまりの上を歩いているとみずタイプポケモンが多く棲息する。出現するポケモンは季節によって変化する。
リュウラセンの塔（リュウラセンのとう）
セッカシティの郊外にある、誰が作ったのかさえ定かでないイッシュ地方で最古の建造物で、かつては入り口が存在しないため長い間調査が進んでいなかった。ゴビットやクリムガンといった珍しいポケモンが棲息。
チャンピオンロード
ポケモンリーグへの最後の関門で、エリートトレーナーを始めとする強敵が数多く登場。一方で出現する野生ポケモンは未進化のものが多い。ポケモンリーグ側の入口の近くにある「試練の室」には伝説のポケモン「テラキオン」がいる。また野生との遭遇は条件なく常に特別な「揺れる草むら」「濃い草むらによる2体同時出現」などのBGMと同様である。
Nの城（Nのしろ）
プラズマ団の本拠地。Nがチャンピオンのアデクを下した直後に地中からポケモンリーグを取り囲むように現れる（クリア後は行くことはできなくなる）。『ブラック・ホワイト』の主人公とN及びプラズマ団との最終決戦の舞台となった。
修行の岩屋（しゅぎょうのいわや）
非常に強いポケモンを使用するトレーナーが修行している洞窟。かつてはこの洞窟にて伝説のポケモンが弟子のポケモンを鍛えていたとされる。多くのトレーナーが進化形のポケモンを4匹以上繰り出してくるので、苦戦を強いられることも多い。ヤミラミやリオルなどイッシュ地方では珍しいポケモンが多数生息する。
ジャイアントホール
近づけば災いが降りかかると言い伝えられている巨大な穴。カゴメタウン近郊にある。大昔に彗星が降ってきてできたと言われており、「ピクシー」「ソルロック」など星をモチーフにしたポケモンが現れる。
最深部には伝説のポケモン「キュレム」が潜んでいる。
サザナミ湾（サザナミわん）
最も海が輝いている場所として名高い海。サザナミタウンの近くにある。海水浴客で賑わっているほか、シンオウ地方チャンピオンのシロナも泳ぎに来ているという。「ダイビング」を使うことができる場所があり、そこから「海底遺跡」に行くことができる。
海底遺跡（かいていいせき）
サザナミ湾の海底に沈む巨大構造物。内部は複雑な迷路になっており、4つの入り口のいずれかから入って探検することができる。野生ポケモンは出現せず、石碑に刻まれた謎の文字を読んで謎解きをすれば上の階層に進むことができるが、逆に何もできないまま一定歩数を進むと「水流の仕掛け」が作動し、400歩進むと強制的に入り口まで戻される。
『ブラック・ホワイト』では石板の文字は旧甲骨文字のような解読不能の文字だったが、近年の解析により、それぞれがアルファベットに対応していることが明らかとなった。
ほうじょうの社（ほうじょうのやしろ）
14番道路のはずれにある昔の集落跡。最深部には伝説のポケモン「ランドロス」を奉る祠が存在し、条件を満たせば実際に遭遇することも可能。
ユナイテッドタワー
GTSなどで海外のプレイヤーと通信したときにヒウンシティの船着き場から行ける場所。交換した相手がその国に対応するフロアにやってきて、プレイヤーと話を楽しむ。一つの国・地域ごとのフロアに最大5人までやってくる。

## 売上
- 予約の時点でニンテンドーDS用ソフトとしては史上最速の100万本を達成した[15]。
- 発売初週2日間 (9月18日、19日) でシリーズ最高となる約255万本の売上を記録、これは現時点でのニンテンドーDS用ソフトの初週売上歴代1位の記録となっている[16][註 15]。
- 発売月である9月だけで約340万本の売上を記録し、2010年度上半期のゲームソフト売上1位（エンターブレイン調べ）となった[17]
- 発売から1ヶ月で400万本を突破し、昨年9月に発売された『ハートゴールド・ソウルシルバー』の累計売上を上回った[18]。
- 2010年12月26日までの売上は2本合計で約491万本を記録し、2010年ゲームソフト年間売上1位を獲得した[19]。
- 2011年1月2日までの売上は『ブラック』が約260万本、『ホワイト』が約236万本で、2010年ゲームソフト年間売上ではそれぞれ2位、3位となった[20]。

## サウンドトラック
- ニンテンドーDS ポケモンブラック&ホワイト スーパーミュージックコレクション（2010年10月20日発売）

## ポケットモンスター ブラック2・ホワイト2
『ポケットモンスター ブラック2・ホワイト2』は、2012年6月23日に株式会社ポケモンより発売されたニンテンドーDS用ロールプレイングゲーム。

### 概要（ブラック2・ホワイト2）
前作同様、登場するポケモンの種類や出現率、ポケモン図鑑の説明文などに多少の違いがある。パッケージを飾るポケモンは『ブラック2』ではブラックキュレム、『ホワイト2』ではホワイトキュレムというフォルムのキュレム。なお、ポケットモンスターシリーズ本編のゲームでナンバリングが付与されるのは初である。
シリーズでは既に新型機種のニンテンドー3DSが発売されていたが、従来のDSでの発売となった理由として増田順一は「ポケモンをコミュニケーションツールとして考えていて、コミュニケーションツールでお互いに遊ぶためには、多くの人が同じハードウェアを所有していることが重要であるから」と語っている。連動するニンテンドー3DS用ダウンロードソフト『ポケモンARサーチャー』も同日配信開始された。これまでの追加バージョンはシナリオの追加・変更などのマイナーチェンジ版だったが、本作は「続編」として新規のストーリーとなっている。システム面では過去のマイナーチェンジ版のように対戦や育成を意識した追加要素が目立つ。
最初の3匹は前作『ブラック・ホワイト』と同様ツタージャ、ポカブ、ミジュマルとなっているが、主人公や対戦するジムリーダーの一部が変更されているほか、新規マップが追加されたり過去のマップの一部（10番道路など）が削除されたりしている。
発売初週2日間（6月23日・24日）の発売本数は約156.1万本（メディアクリエイト調べ）を記録し、DS専用ソフトでは歴代3位となる初週売上となった。ニンテンドー3DS発売後では初めてとなるDSソフトのミリオンセラー作品。
また本作はポケットモンスターシリーズで2Dドットを用いた最後の作品である。

### ストーリー（ブラック2 ・ホワイト2）
前作から2年後の物語となっており、母の友人であるアララギ博士にポケモン図鑑の完成を依頼された主人公は、ベルからポケモンを渡され、ヒオウギシティからイッシュ地方を巡る旅に出る。同時に幼なじみの少年もライバルとして旅立った。
本作では前作と異なる形であるが『ポケモンと人間の共生』をテーマに話が進行する。また、前作同様トレーナーの成長についても描かれている。

### 新要素（ブラック2・ホワイト2）

#### フォルムチェンジ
本作の発売にあわせ前述したキュレムのほかランドロス、トルネロス、ボルトロス、ケルディオ、メロエッタのフォルムチェンジが公表された。ただしメロエッタ以外は、前作との通信対戦での表示画面ではオリジナルのフォルムで表示されるほか、交換する際はオリジナルのフォルムに戻す必要がある。

#### ポケウッド
新施設「ポケウッド」では自分だけのオリジナル映画を作ることができる。タチワキシティジムまでクリアすると行けるようになり、ストーリー上では必ず1回は撮影に参加することになる。撮影した映画は上映会で見ることができ、最大8つの映画を保存できる。
アクション映画、SF映画などの様々なジャンルの映画が用意されており、撮影形式は通常のポケモンバトルと同じであるが、それぞれの映画に台本が用意されており、台本を確認しながら映画を撮影する。映画の展開は選んだ技とバトルの結果に加え、特定のシーンで主人公の台詞を選んだ結果で展開が変わる（なおゲーム内で主人公が台詞を話すのはこの場面が唯一である）。
上映会で公開された映画の内容は撮影の結果によって違い、台本通りに進めることで「成功パターン」になるが、撮影中に間違った展開になると「失敗パターン」になる。これに加えて、台本とは少し変わった展開で進めることで「カルトパターン」になる。
撮影できる映画は全12種類で映画によって3 - 4つの続編がある。選べる映画はストーリーを進めたり、映画を成功パターンにし続けたりすることで増えてくる。また、撮影できるポケモンは最初あらかじめ用意されたレンタルポケモンであるが、1度その映画を成功パターンかカルトパターンにすることで手持ちのポケモンで撮影できるようになる。レンタルポケモンは映画によってレベルや技が固定されているため映画を簡単に撮影することが出来るが、手持ちのポケモンになるとレベルや覚えている技によって難易度が大きく左右される。

#### ポケモンワールドトーナメント
過去のシリーズに登場したジムリーダー、チャンピオンとの対戦が行なえる施設。ゲーム本編上では一部において「PWT」と表記されている。
ホドモエシティジムまでクリアすると行くことができ、ストーリー上では必ず1回は参加することになるが、この時点では「ホドモエトーナメント」など一部のルールしか参加できない。エンディング後に各地方のジムリーダーと対戦できる「リーダーズトーナメント」に参加でき、さらにある条件を満たすと「チャンピオンズトーナメント」に参加することができる。また、Wi-Fi通信を利用することで特別なトーナメントをダウンロードが出来る。
8人のトレーナーがトーナメントで対戦するというもので、ルールとしては『ポケットモンスター エメラルド』の「バトルフロンティア」におけるバトルドームに近い。「リーダーズトーナメント」などで対戦する相手はランダムだが、参加させるポケモンの1番手が苦手とするタイプを得意とする相手が初戦で当たりやすい傾向がある。ジムリーダーやチャンピオンにはエースのポケモンが設定されており、そのポケモンを必ず最初に繰り出してくる。なお、一部のルールではレシラムやゼクロム、キュレムなどバトルサブウェイや過去のシリーズにおける「バトルフロンティア」で参戦不可能なポケモンが使用できる。
イッシュ地方以外のジムリーダーとチャンピオンのグラフィックは過去のDSシリーズのものを若干変更したもので、ホウエン地方の人物のみ新規のグラフィックとなっている。また、戦闘時のBGMは各地方のBGMをアレンジしたものになっている。
優勝するとバトルサブウェイ同様にBP（バトルポイント）がもらえるほか、途中で敗退しても景品として教え技を習得するために必要な4色のかけらをもらうことができる。

#### フェスミッション
ハイリンクで遊べる新しい機能。遊べる人数は無制限となっている。
前作は指定された範囲内でかつ他のプレイヤーがいないとミッションに参加できなかったが、本作ではどこでも参加できるようになり、1人でも遊ぶことが出来るようになった。
選べるミッションは木の実やアイテムなどの探索、特定のトレーナーのバトルなどの様々なミッションが用意されており、難しさを3段階まで遊べる。また、一部のミッションはバージョンによって違う。
ミッションに決められた条件をクリアすることで前作と同じくデルタマが貰えるが、ミッションの中にはデルタマ以外のアイテムを入手することがある。また、ミッションで獲得したアイテムはそのまま手に入る。

#### ジョインアベニュー
ライモンシティの前にある大通りの場所。
すれちがい通信やWi-Fi通信などの様々な通信関連を行うことで、通信した相手が通行人として登場し、話しかけることで店を開いてくれたり案内して人気を上げることが出来る。
開けるお店は全部で8種類となり、開けるお店はIDなどによって決まる。お店は人気を上げることでランクが上がっていき、ランクが高いほど品揃えが増えて値段が安くなる。また、お店の人気を上げ続けることでジョインアベニュー全体のランクが上がっていき、ランクが高くなると賑わいやすくなってご褒美が貰える。

#### イッシュリンク
条件を満たすと手に入るキーで様々なモードが切り替えられる「キーシステム」、『ブラック・ホワイト』と通信することで前作に関係したイベントが追加される「おもいでリンク」、ニンテンドー3DSダウンロードソフトの『ポケモンARサーチャー』と連動できる「ニンテンドー3DSリンク」の3項目が選べる。
「キーシステム」は、ゲーム内に条件を満たすことで難易度の変更ができる「難易度選択」、前作ではバージョン限定であったブラックシティとホワイトフォレストを切り替えられる「街の変更」、ちていのいせきに繋がる部屋を変更できる「ふしぎなとびら」の3つが選べる。手に入るキーはバージョンによって違い、単体では全てのキーを手に入れることができない。全てのキーを入手するためには、違うバージョンで手に入ったキーを通信で受け取る必要がある。
「おもいでリンク」は通信機能で『ブラック・ホワイト』のデータを引き継ぐと、前作に登場した一部の人物の手持ちポケモンが変化したり、イベントが追加されるなどの特典がある。
「ニンテンドー3DSリンク」はニンテンドー3DSダウンロードソフトの『ポケモンARサーチャー』で手に入れたポケモンとアイテムを本作に転送することが出来る。転送するには『ポケモンARサーチャー』のゲーム内にある転送機能で、本作のソフトを差し込んだ状態でデータを一旦送る必要がある。そのため、転送せずに「ニンテンドー3DSリンク」を行なっても、手に入れたポケモンとアイテムを受け取る事は出来ない。

#### 黒の摩天楼・白の樹洞
エンディング後に行くことができるブラックシティとホワイトフォレストにあるポケモンバトル修行の場で、『ブラック2』ではブラックシティに黒の摩天楼、『ホワイト2』ではホワイトフォレストに白の樹洞となっている（ある条件を満たすことで手に入るキーで違うバージョンと通信することで、『ブラック2』で白の樹洞、『ホワイト2』で黒の摩天楼に行ける）。
10個のエリアで構成されており、それぞれのエリアのボストレーナーを倒すことで次のエリアに進むことができる。ボストレーナーのいるところのゲートは閉じられているため、そのゲートを空けられるゲートトレーナーを倒す必要がある。
バトルサブウェイやポケモンワールドトーナメントなどとは異なり、回復アイテムやわざマシンが使えないことを除けば道路やジムでトレーナーと対戦するときと同じで、ポケモンを倒すと経験値をもらえるほか、相手トレーナーに勝利すると賞金をもらえる。そのエリアで得た賞金はリタイアした場合には全額没収される。1回のバトルごとにポケモンを回復させることができないため、ポケモンを回復させるためには全てのフロアに1人だけいるドクター（黒の摩天楼）またはナース（白の樹洞）とバトルして勝つ必要がある。
ルールとしては『ポケモンコロシアム』『ポケモンXD』のシナリオモードにおけるバトル山とほぼ同じだが、フロアにいるトレーナー全員と戦う必要はないなどいくつか異なる部分が存在する。

#### メダルシステム
トレーナーが条件を達成するとメダルが貰える。これを集めるメダルラリーがイッシュ地方で行われている。これはポケモンを何匹ゲットしたかや何人と対戦したか、フェスミッションで何人と通信したかなどのようなものの他、「何もないゴミ箱をひたすら漁る」「戦闘で『はねる』を使用する」などのような特殊な条件のものまで多種多様なものとなっている。集めたメダルのうちひとつはトレーナーカードに表示することが出来る。

#### 変更点
- 戦闘関連に新しい要素を追加。
  - 一部のトレーナーのみだった登場時のアクションが、ジムリーダーや一般トレーナーなど全員アクションするようになった。
  - 一部のポケモンのアニメーションが変更されている。
  - 戦闘中に表示されるHPなどの文字フォントが斜体字になるなど、デザインが変更されている。
- ポケモン図鑑に新しい機能などを追加。
  - イッシュ図鑑で登録されるポケモンが301匹に増加。これに伴い前作はクリア後でしか登場しなかったこれまでシリーズのポケモンの一部が登場するようになった。
  - イッシュ地方に生息するポケモンの居場所がわかる「地域別モード」を追加。
- 道具関連に新しい機能を追加。
  - むしよけスプレーなどのスプレーの効果が切れた時に複数スプレーを持っている時に限り、スプレーを続けて使うかどうかが表示されるようになり、バッグに切り替えることなく続けて使うことが出来るようになった。
  - 手持ちのポケモンの持ち物を入れ替えたり移動できる「いどう」が追加された。これにより、バッグに切り替えることなく手軽に入れ替えるようになった。
  - プレイヤー同士だけだったライブキャスターに主要キャラクターと話せる要素が追加された[註 18]。
  - バッグに全ての種類のアイテムを自由に入れられる「フリースペース」を追加。
- クリア後にこれまでシリーズに登場した伝説のポケモンが一部出現[註 19]。
- 『ファイアレッド・リーフグリーン』『エメラルド』『ダイヤモンド・パール・プラチナ』で実装されていた、パソコンの預かりシステムに複数のポケモンを囲んでまとめて移動することが出来る機能が復活した。
- 『プラチナ』『ハートゴールド・ソウルシルバー』の「おしえわざ」が復活、さらに新規のおしえわざも収録されている。
- 新しく追加された街とジムとダンジョンなどを追加。また、前作に登場したジムの仕掛けが一新された。
- 前作まで登場したBGMがアレンジされるようになったり、新しいBGMを多数追加。
- 通信関係に新しい要素を追加。
  - ライブキャスターに多人数で遊べるミニゲームを追加。
  - Wi-Fi通信のランダムマッチの成績に応じて、BPが貰えるようになった。
  - Wi-Fi対戦に切断対策が追加され、対戦の開始前にレポートされるようになり、切断した側が再度起動すると1時間の間は対戦に参加することが出来ない。

### 地理
2年の月日が経った『ブラック2・ホワイト2』では町や施設において様々な発展や変化が見られた。『ブラック・ホワイト』では殿堂入りまで以前のシリーズのポケモンは出現しなかったが、『ブラック2・ホワイト2』ではそれらのポケモンが序盤から出現するようになっている。

#### 都市・町
ヒウンシティ
サンヨウジム
『ブラック2・ホワイト2』では三つ子がジムリーダーを降りているため、単なるレストランになっているが、三兄弟のうち誰か一人をパートナーにして他の兄弟にポケモンバトルで挑める。

シッポウシティ
シッポウジム
『ブラック2・ホワイト2』ではアロエがジムリーダーを降りている為、アロエ書斎を兼ねた図書館として一般開放されている。

ヒウンシティ
『ブラック2・ホワイト2』ではヒウンアイスは人気がなくなり1日に1個か1ダース買えるようになった。プレイヤーが殿堂入りを果たすと再び人気が集まり、行列を作っているが、購入できる量は殿堂入り前と変わらず1日1個または1ダースである。
ヒウンジム
『ブラック2・ホワイト2』では上層と下層を繋ぐ繭の中を通って最上層を目指す。
ライモンジム
『ブラック2・ホワイト2』ではカミツレのファッションステージになっており、トレーナーを倒しながら進む。前のジムとは別に建っており、元のジムはジェットコースター乗り場として一般開放されている。

ホドモエシティ
『ブラック2・ホワイト2』では幾つものホテルが建ち並ぶホテル街になっているが、どのホテルも満室で宿泊は出来ない。また、元プラズマ団によるポケモンの保護施設がある。
ホドモエジム
『ブラック2・ホワイト2』では暗闇の中をベルトコンベアで進んでいく。歩いた場所は明かりが点る。
フキヨセシティ
フキヨセジム
『ブラック2・ホワイト2』ではジム内に風が吹き荒れており、物陰に隠れて吹き飛ばされないように進む。
セッカシティ
セッカジム
『ブラック2・ホワイト2』ではハチクがジムリーダーを降りている為、中は無人。
ソウリュウシティ
ソウリュウジム
ジムリーダーは『ブラック2・ホワイト2』ではシャガ。
『ブラック2・ホワイト2』では足場が龍の形になっているのは変わらないが、仕掛けは異なり龍の頭のスイッチを踏む事で進む方向を決め、トレーナーを倒しながら最上階を目指す。ホウエンのトウカジムのように進む方向によってトレーナーの戦い方が違う。また、ジム内に「いでんしのくさび」を隠していた（ダークトリニティ曰く「シャガが居なければジムに入れないし、居れば最強の番人になる」）が、シャガがジムの外に持ち出した直後にダークトリニティに奪われてしまった。
サザナミタウン
『ブラック2・ホワイト2』では掘削工事によりリバースマウンテンと連結。また、マリンチューブの起点である。
ブラックシティ
『ホワイト2』では「キーシステム」内の街の変更が必要。
『ブラック2・ホワイト2』ではポケモンバトルの修行場である「黒の摩天楼」がそびえている。最初は買い物ができないが、黒の摩天楼の進行状況に応じてマーケットが開く。
ホワイトフォレスト
『ブラック2』では「キーシステム」内の街の変更が必要。
『ブラック2・ホワイト2』では奥にポケモンバトルの修行場である「白の樹洞」が広がっている。
以下の都市・町は『ブラック2・ホワイト2』で追加された。
ヒオウギシティ
イッシュ地方の南西に位置する町。『ブラック2・ホワイト2』の「はじまりの町」。『ブラック・ホワイト』での「はじまりの町」とは異なり、ポケモンセンターやトレーナーズスクールもある。絶景が見られる高台がある。
ヒオウギジム
ジムリーダーはノーマルタイプ使いのチェレン。『ブラック・ホワイト』の主人公の幼馴染みの少年である。
ジムはトレーナーズスクール内部にある。屋外のバトル場というシンプルなもので、トレーナー二人を倒すとチェレンと戦える。
サンギタウン
時計台が一日の始まりを告げる町。ケルディオに関するイベントも存在する。
タチワキシティ
ポケウッドに隣接する港町。船でヒウンシティに向かうことが出来るほか、コンビナートにつながっている。
タチワキジム
ジムリーダーはどくタイプ使いのホミカ。
ジム内部はライブハウスになっていて、ホミカはライブをしていて声が届かない。メンバー二人を倒すとホミカと戦える。
ヤマジタウン
砂嵐の吹き荒れる西洋劇風の町。フキヨセシティと航空機でつながっている。
セイガイハシティ
サザナミタウンの更に北にあり1年中賑わうリゾート地。
サザナミタウンとマリンチューブで繋がっている。
セイガイハジム
ジムリーダーはみずタイプ使いのシズイ。
ジム内部は町と同じく水の上に桟橋がかけてあり、離れた橋には水草に乗って渡る。他の水草にぶつかると壁まで動く。

#### 道路・水道
『ブラック2・ホワイト2』では、19番道路～23番道路が登場した一方、10番道路が欠番となったため、合計22本である。
4番道路（4ばんどうろ）
2年後となる『ブラック2』では開発が進み住宅が並んでいるが、未だ建設中の建物も多い。『ホワイト2』では遺跡が発見された事で工事は中止となり開発は行われておらず、遺跡群が建ち並んでいる。
10番道路（10ばんどうろ）
『ブラック2・ホワイト2』では、セイガイハシティから23番道路を経由してリーグに向かう構造のため、10番道路は事実上の欠番となっている。
P2ラボ
『ブラック2・ホワイト2』では、プラズマフリゲートの停泊場所となっている。
以下の道路は『ブラック2・ホワイト2』にのみ登場する。
19番道路（19ばんどうろ）
ヒオウギシティとサンギタウンを結ぶ道路。サンギタウン直前の崖からは、元チャンピオンのアデクが登場する。
20番道路（20ばんどうろ）
サンギタウンとタチワキシティを結ぶ道路。途中にはサンギ牧場も存在する。『ブラック2・ホワイト2』では初めてトレーナーが出現する。
21番水道（21ばんすいどう）
サザナミタウンとセイガイハシティを結ぶ水道。比較的、岩が多い。南部には海辺の洞穴がある。
22番道路（22ばんどうろ）
セイガイハシティとジャイアントホールを結ぶ道路。木の一本橋と多くの段差、トレーナーも多数いる。また、伝説のポケモンテラキオンが出現する。
23番道路（23ばんどうろ）
ジャイアントホールとチャンピオンロードを結ぶ道路。前作の10番道路にあたる。切り立った崖と橋で構成される。

#### 自然・その他
夢の跡地（ゆめのあとち）
『ブラック2・ホワイト2』では伝説の夢幻ポケモン・ラティオス（ブラック2） / ラティアス（ホワイト2）が飛び回っている。
リバティガーデン島（リバティガーデンとう）
『ブラック2・ホワイト2』ではチケット無しで来る事が可能だが、ビクティニはいない。
迷いの森（まよいのもり）
『ブラック2・ホワイト2』では「色違いのライコウ・エンテイ・スイクン」のいずれかがなくてもゾロアークに関するイベントが発生するが、その内容は異なっている。
冷凍コンテナ（れいとうコンテナ）
『ブラック2・ホワイト2』ではポケモンワールドトーナメントの会場になっており、存在しない。
タワーオブヘブン
『ブラック2・ホワイト2』では特定条件を満たすと最上階に伝説のポケモン「エムリット」が現れる。
ネジ山（ネジやま）
『ブラック2・ホワイト2』では氷に覆われた岩の部屋がヤーコンロードと連結した。また最初は一部落盤があったという理由で四天王のレンブに門前払いされるが、殿堂入り後は強さが認められ入れるようになる。また、氷に覆われた岩の部屋には新たに入口が追加され、そこには伝説のポケモン「レジギガス」が眠っている。
チャンピオンロード
『ブラック2・ホワイト2』ではNの城出現の影響か、前作の道は崩落しており新たな道が作られている。
Nの城（Nのしろ）
『ブラック2・ホワイト2』ではチャンピオンロードの地下に崩壊した状態で埋まっている。かつて、『ブラック・ホワイト』の主人公とN及びプラズマ団との最終決戦（『ブラック・ホワイト』の主人公とゲーチスとの激突が最終決戦）が繰り広げられた場所で、『ブラック2・ホワイト2』の主人公とNが激突した。
修行の岩屋（しゅぎょうのいわや）
『ブラック2・ホワイト2』では落盤で閉鎖されており入ることができない。
ジャイアントホール
『ブラック2・ホワイト2』では中心部にプラズマフリゲートが着陸した影響で木々がなぎ倒されている。『ブラック2・ホワイト2』の主人公と新プラズマ団との最終決戦の舞台となった。
海底遺跡（かいていいせき）
『ブラック2・ホワイト2』では、七賢人ヴィオと話すことで平仮名の表示が追加される。
以下は『ブラック2・ホワイト2』にのみ登場する。
古代の抜け道（こだいのぬけみち）
近年発見された古代の城に通じる抜け道。ホドモエシティからヒウンシティまで続いている。
リバースマウンテン
サザナミタウンとヤマジタウンの間にある火山。その名の通り名前とタウンマップの説明文が逆転（リバース）しており『ブラック2』では過去に噴火した記録があるが現在は休火山状態、『ホワイト2』では最近も噴火を繰り返している活火山となっており、内部の構造や一部の出現ポケモンも異なる。シンオウ地方のハードマウンテンと同質の火山と言われており、ある条件を満たすと伝説のポケモン「ヒードラン」が現れる。
ストレンジャーハウス
リバースマウンテンにひっそりと建つ廃屋で、昔悲しい事件があったとされている。現在中はポケモンの巣となっており、誰もいないはずなのに家具がひとりでに動きだす不気味な幽霊屋敷になっている。奥の部屋には「みかづきのはね」が置いてある。
プラズマフリゲート
再編されたプラズマ団が所有する帆船型の軍艦で、海上の移動のみならず飛行することもできる。内部にはキュレムが捕獲されており、艦首にはその力を利用した冷凍弾を撃ちだす大砲が装備されている。プラズマ団が解散した後はP2ラボの横に停泊しており、アクロマを含む己の行き先の見えないプラズマ団員が乗船している。
誓いの林（ちかいのはやし）
サンギタウンの奥地にある林。伝説の3体のポケモンの爪あとが残された大岩があり、ここでは「ケルディオ」をかくごのすがたにフォルムチェンジさせることができる。
心の空洞（こころのくうどう）
20番道路から入れる洞穴で、深部はシンオウ地方につながっているという。内部にはポケモンを現す奇妙な水溜りが何個も存在する。
海辺の洞穴（うみべのどうけつ）
21番水道の南部に位置する洞穴で、「かいりき」を使う場所がかなり多い。東部にある出口からはプラズマフリゲートが一時停泊している海辺に出ることが出来る。
ヤーコンロード
ホドモエシティからネジ山、フキヨセの洞穴まで続いているトンネル。その名のとおりヤーコンが掘ったとされる。トンネルの地質はホウエン地方の地質に似ているらしい。トロッコで移動できる場所も存在する。ネジ山への出口の付近には地底遺跡が存在する。
サンギ牧場
タチワキコンビナート
ポケウッド
ヒウン下水道
ジョインアベニュー
地底遺跡
ヤーコンロードと繋がっている遺跡。地面に目玉の様な二重丸が描かれた、「ふしぎなとびら」と呼ばれる巨大な扉のあるエリアと、その扉を抜けた先にある複数の遺跡で構成されている。
ふしぎなとびらの前にはサイキッカーの男性が一人立っており、「昼と夜とではつながっている場所が違う」と困惑している。彼の言葉と奥にある石像に記された文字をヒントに遺跡の謎を解き明かすと、その先の「岩の間」にて伝説のポケモン「レジロック」が出現する。レジロックを捕獲すると、くろがねのカギ（ブラック2）/ ひょうざんのカギ（ホワイト2）が入手でき、キーシステムで扉の設定を鉄の間（ブラック2) / 氷山の間(ホワイト2）に変更する事が可能。扉の設定を変更してから再び謎を解き明かすと、伝説のポケモンレジスチル（ブラック2） / レジアイス（ホワイト2）が出現する。

### スペシャルムービー
『ブラック2・ホワイト2』の紹介スペシャルムービー。アニメーション制作はアニメ版と同じOLM TEAM KATO。

#### キャスト
- 主人公（男の子） - 入野自由
- 主人公（女の子） - 豊崎愛生
- ライバル - 皆川純子
- チェレン - 木村良平
- アクロマ - 諏訪部順一
- カミツレ - 沢城みゆき
- ベル - 竹達彩奈
- プラズマ団（女） - 嶋村侑
- ポケモン - 古島清孝
- ポケモン - 佐藤健輔
- ダークトリニティ - 石田彰
- N - 神谷浩史

#### スタッフ
- 制作 - OLM TEAM KATO

### サウンドトラック
- ニンテンドーDS ポケモンブラック2・ホワイト2 スーパーミュージックコンプリート（2012年7月26日発売）